# Igor Djoman
Igor Djoman est un footballeur français né le 1er mai 1986 à Clermont. Il évolue au poste de milieu de terrain.
Igor Djoman a joué 43 matchs en Ligue 2 et 3 matchs en Ligue Europa avec le club de Guingamp et le PFK Beroe Stara Zagora.

## Biographie
Igor Djoman est originaire de Creil où il a évolué jusqu'à son transfert en 2001 à l'US Chantilly. Il fait partie de la sélection de Ligue de Picardie finaliste de la Coupe nationale des 14 ans en 2000-2001 contre le Rhône-Alpes d'Olivier Giroud notamment (4-1).

## Carrière
- 1996-2001 :  US Chantilly
- 2003-2004 :  Amiens B
- 2004-2010 :  EA Guingamp (Ligue 2)
- 2011-2012 :  Le Poiré-sur-Vie (National)
- 2012-2016 :  PFK Beroe Stara Zagora (Ligue A)[2]
- 2016-2017 :  Bulgarie Lokomotiv GO[2]
- 2017-2018 :  Gibraltar Gibraltar U.[2]
- Depuis 2018 :  Koweït Al Tadamon[2]

## Palmarès
- Coupe de France en 2009 avec EAG.
- Finaliste du Trophée des champions en 2009 avec EAG.
- Coupe de Bulgarie 2013 avec PFK Beroe Stara Zagora.
- Super Coupe de Bulgarie 2013 avec PFK Beroe Stara Zagora.